# Billy Porter (diễn viên)
Billy Porter (sinh 21 tháng 9 năm 1969) là diễn viên, ca sĩ, giảng viên thanh nhạc người Mỹ. Porter từng thắng một giải Tony cho Nam diễn viên nhạc kịch xuất sắc nhất vào năm 2013.